# Боб Гънтън
Робърт Патрик „Боб“ Гънтън (на английски: Robert Patrick 'Bob' Gunton, Jr.; роден на 15 ноември 1945 г.) е американски театрален и филмов актьор. Известен е с ролите си на стриктни, авторитетни персонажи, а едни от най-известните му роли са тази на началник Джордж Ърл във филма „Разрушителят“ от 1993 г., директор Самюъл Нортън в „Изкуплението Шоушенк“ от 1994 г. и доктор Уолкот в „Пач Адамс“ от 1998 г.